# 艾萊特河
艾萊特河（法語：Ailette，法語發音：[ɛlɛt]）是法國的河流，位於該國東部埃納省，屬於瓦茲河的左支流，河道全長59.5公里，流域面積540平方公里，河口處在马尼康和基耶尔济之間，平均流量每秒1.70立方米。

## 外部連結
- http://www.geoportail.fr （页面存档备份，存于）
- Sandre数据库中的艾萊特河